# 윈도우 비스타의 개발
윈도우 비스타의 개발은 2001년 7월에 시작됐다. 마이크로소프트는 윈도우 XP를 출시하기 3개월 전인 2001년 7월 롱혼(Longhorn)이라는 코드이름으로 윈도우 XP, 비스타 개발을 시작하였다. 비스타는 2003년 4월에 윈도우 XP와 블랙콤(Blackcomb)의 마이너 단계로 출시할 예정이었고, 기업의 차세대 주요 운영 체제로 출시할 계획이었다.
점차 롱혼이 블랙콤에 계획된 새로운 중요 기능과 기술들의 상당수를 흡수하면서 몇 번이나 출시일이 연기되었다. 많은 마이크로소프트 개발자들은 보안 강화를 목적으로 윈도우 XP와 윈도우 서버 2003의 업데이트 개발에 다시 임하기도 했다. 계속되는 연기와 기능 추가에 대한 관심에 직면한 마이크로소프트는 2004년 8월 27일에 이에 대한 계획을 개정하였음을 발표하였다. 윈도우 XP 소스 코드에 기반을 둔 원래의 롱혼은 폐기되었고, 윈도우 서버 2003 서비스 팩 1 코드 베이스를 개발하면서 롱혼의 개발이 새로 시작되어 실제 운영 체제를 위해 고안될 기능만 다시 통합하게 되었다. WinFS와 같이 이전에 발표한 기능들은 취소되거나 연기되었으며 C, C++, 어셈블리어로 프로그래밍된 윈도우 코드베이스의 보안과 관련하여 보안 개발 수명 주기라는 새로운 소프트웨어 개발 방식을 도입하였다.
롱혼이 2005년 7월 윈도우 비스타로 이름이 정해진 뒤, 전례가 없던 베타 테스트 프로그램을 개시하였고 수백 수천의 지원자와 기업들을 끌어들였다. 그 해 9월 마이크로소프트는 정규 커뮤니티 테크놀로지 프리뷰(CTP)를 베타 테스터들에게 공개하기 시작했다. 2005년 마이크로소프트 전문 개발자 회의에서 이 프리뷰의 첫 번째 판이 배포되었으며, 최종적으로 마이크로소프트 개발자 네트워크 구독자들과 베타 테스터들에게 출시하였다. 사용자 인터페이스의 수많은 변경 사항과 더불어 최종 제품에 계획된 기능들 대부분을 통합한 빌드들은 베타 테스터들로부터의 피드백에 큰 영향을 받았다. 윈도우 비스타는 2006년 2월 22일에 February CTP를 출시하였는데, 안정성, 성능, 응용 프로그램 및 드라이버 호환성 및 문서화에 초점을 둔 최종 제품의 상당 부분을 완성한 것이었다. 5월 말에 출시된 베타 2는 마이크로소프트의 고객 프리뷰 프로그램을 통해 일반인이 이용할 수 있는 최초의 빌드였다. 500만이 넘는 사람들이 이를 내려받았다. 두 개의 출시 후보(RC)가 9월, 10월에 잇따라 출시되었고 이들 또한 수많은 이용자들이 이용할 수 있었다.

## 마일스톤 7까지(기존 롱혼 폐기 전)

### 마일스톤 1
롱혼 최초의 빌드이자 2001년 9월 17일에 컴파일된 빌드 3551이 대표적이나, 잘 알려지지 않았다. 더욱이, 마일스톤 1은 존재 여부가 불분명하기 때문에 논란의 여지가 있다.

### 마일스톤 2
빌드 3663, 3670이 있으며, 테마는 두 빌드 모두 플렉스이다. 빌드 3663은 2002년 7월 28일에, 빌드 3670은 같은 해 8월 19일 컴파일되었다. 빌드 3670에서는 윈도우 탐색기(Windows Explorer)가 일부 변화되었다.

### 마일스톤 3
빌드 3683, 3706, 3718이 있으며, 빌드 3683은 2002년 9월 23일에, 3706은 같은 해 10월 29일에, 3718은 같은 해 12월 19일에 컴파일되었다, 빌드 3683은 사이드 바(가젯)가 추가되고, WinFS의 초기 버전이 포함되었다. 그리고  디스플레이 등록 정보에 새로운 API가 적용되고, 검색 기능이 추가 되었다. 또한 이때의 이름은 롱혼 XP 프로페셔널(Longhorn XP Profissional)로 불렸다. 빌드 3706은 2006년 5월 22일에 유출되고, 인터넷 익스플로러 6.05가 적용되고 바탕 화면 구성 엔진(바탕 화면 창 관리자)가 도입되었다, 빌드 3718에서는 하드웨어 가속이 포함되었다.

### 마일스톤 4
빌드 4002, 4005, 4008, 4011이 있으며, 2003년 2월 19일 컴파일되었다. 윈도우 구형 PC를 위한 펜터먼털을 설치할 때 도입된 윈도우 이미지 기반 설치(설치 미디어가 D:일 때 D:\source\install.wim의 압축을 풀어 설치한다.)또한 시간 표시도 달라졌다.

### 마일스톤 5
클라이언트(윈도우 비스타) 빌드로는 빌드 4015, 4017, 4020, 4029가, 서버(윈도우 서버 2008) 빌드로는 4028이 있다. 빌드 4015는 2003년 3월 28일, 빌드 4017은 2003년 4월 9일, 빌드 4020은 2003년 5월 7일, 4028은 같은 해 7월 1일, 4029 빌드는 같은 해 6월 19일 컴파일되었다. 빌드 4015는 라이브러리가 추가되었다. 다만 베타 1에서 삭제된 후 윈도우 7에 다시 포함되었다. 빌드 4028은 첫 알려진 서버 빌드이며, 윈도우 닷넷 서버 RC1(Windows Server .Net RC1)을 기반으로 하였다. 빌드 4029는 탐색기의 전반적인 성능이 향상되었다, 다만 메모리 누수 문제는 완전히 해결되지 않았다.

### 마일스톤 6
빌드 4032, 4033, 4038, 4039, 4042, 4050, 4051, 4053, 4066이 있으며, 빌드 4051은 공식 PDC 2003 빌드이다. 빌드 4032는 2003년 7월 10일, 빌드 4033은 2003년 7월 17일에, 빌드 4038은 2003년 8월 24일, 4039는 같은 해 8월 27일에, 4040은 같은 해 8월 28일에, 4042는 같은 해 9월 9일에, 4050은 같은 해 9월 28일에, 4051은 같은 해 10월 22일에, 4066은 2004년 2월 26일 컴파일되었다. 또한 빌드 4053은 2004년 3월 2일에 유출되고, 4066은 2008년 12월 20일에 유출되었다. 빌드 4033에서는 일부 UI가 개선되고, 플렉스 테마가 업데이트되었다. 빌드 4039는 테마가 슬레이드 테마로 바뀌기 전의 마지막 테마이다. 빌드 4042는 슬레이드 테마가 첫 적용되고, 빌드 4050은 마이크로스프트 데모에 많이 사용되었다. 빌드 4051은 업데이트된 인터넷 익스플로러 6.05가 탑재되고, 빌드 4053은 몇 가지 사소한 변경이 있었다.

### 마일스톤 7
빌드 4067, 4074, 4083, 4093이 있으며, 4074는 공식 WinHEC 2004 미리보기 빌드이다. 빌드 4067은 2004년 2월 12일, 4074는 같은 해 4월 25일, 4083은 같은 해 5월 16일, 2093은 같은 해 8월 12일 컴파일되었다. 빌드 4074는 컴파일 약 한달 후(2004년 5월)에 유출되고, 빌드 4083은 2004년 11월 10일에 유출되었다. 그리고 빌드 4067은 비공개 베타 WinHEC 2004에서 연설 중에 표시되고, 4074는 테마가 제이드 테마로 바뀌었다. 빌드 4093은 아발론(Avalon) 기반의 윈도우 애니타임 업그레이드, 윈도우 무비 메이커가 포함되어있다.

## 기존의 롱혼 폐기 후 롱혼

### 마일스톤 8/9(롱혼 D1)
빌드 3790.1232와 5001, WinHEC 2005에서 공식적으로 미리보기에 사용된 5048, 5060이 있으며,
빌드 3790.1232는 2004년 8월 19일에, 5001은 같은 해 9월 12일에, 5048은 2005년 4월 1일에, 빌드 5060은 같은 해 4월 17일에 컴파일되고,
3790.1232는 2011년 8월 14일에 유출되었으며,
5001에서는 윈도우 XP와 비슷한 UI를 가지고 있었고, 5048은 레지스트리 가상화, 가상 폴더, 장치의 독립적인 해상도 등의
기능이 추가되었으며, 5060에서는 새로운 로그온 화면이 도입되고, 바탕화면 배경이 변경되었다.

## 윈도우 비스타

### 베타 1
빌드가 5112이며, 2005년 7월 20일 컴파일되고, 그로부터 일주일 뒤에 릴리즈되었다.

### 커뮤니티 프리뷰
빌드 5219, 5231, 5259, 5270(12월 CTP), 5308(2월 CTP), 5342(새로 고쳐진 2월 CTP)가 있으며, 빌드 5219의 경우, 2005년 8월 30일 컴파일되었으며. 코드네임 '다이아몬드'라 불리는 새로운 버전의 윈도우 미디어 센터가 포함되어있다. 또한 빌드 5231의 경우 2005년 10월 4일 컴파일되었으며, CTP2 혹은 2005년 10월 CTP로 알려져있으며, 윈도우 미디어 플레이어 11이 들어가있다. 빌드 5259는 2005년 11월 17일 컴파일되었으며, 2005년 12월 7일에 유출되었다. 윈도우 안티스파이웨어(후의 윈도우 디펜더)를 통합하였으며, 아웃룩 익스프레스(Outlook Express)가 윈도우 메일(Windows Mail)로 이름이 바뀌었다. 또한 사이드바가 일시적으로 제거되었다. 빌드 5270은 12월 CTP라고도 불리며, 2005년 12월 14일 컴파일되었으며, 2005년 12월 19일에 릴리즈되었다. 윈도우 안티스파이웨어가 윈도우 디펜더로 이름이 변경되고, 인터넷 익스플로러는 아이콘, 로고가 변경되었다. 또한 몇 가지 사소한 UI가 변경되었다. 2월 CTP라 불리는 빌드 5308은 2006년 2월 17일 컴파일되고, 2006년 2월 22일에 릴리즈되었다. 64비트 제품에서 기존의 바이오스(Bios)를 데체하는 UEFI를 지원한다. 또한 새로 고쳐진 2월 CTP라 불리는 빌드 5342는 2006년 3월 21일 컴파일되고, 2006년 3월 24일 릴리즈 되었다. 새로운 에어로 효과를 포함한다.

### 베타 2
크게 4월 EDW(5365), 베타 2 프리뷰(5381), 베타 2(5384)로 나뉜다.
4월 EDW는 2006년 4월 19일 컴파일되고, 2006년 4월 21일 릴리즈 되었다. 또한 새로운 화면 보호기가 추가되었고, 사용자 인터페이스 요소, 사용자 계정 컨트롤(UAC)이 일부 변화되었다.
베타 2 프리뷰는 2006년 5월 1일 컴파일되고, 2006년 5월 3일에 유출되고, 2006년 5월 6일에 릴리즈 되었다. 5365 빌드와 비교하면 성능 조작을 비롯한 몇 가지 사소한 변경 외에는 변경점이 거의 없다. 베타 2의 경우 2006년 5월 18일 컴파일되고, 2006년 5월 23일 릴리즈되었다.

### Pre-RC 1
빌드 5456, 빌드 5472, 빌드 5536가 있으며, 빌드 5456은 2006년 6월 20일 컴파일되고, 2006년 6월 24일 릴리즈되었다. 베타 1에서 제거된 목록 보기(List View)가 다시 추가되고, 윈도우 XP 스타일의 아이콘이 대부분 변경되고, 새로 설치시 필요한 디스크 공간도 줄었다.
빌드 5472는 2006년 7월 13일 컴파일되고, 2006년 7월 17일에 릴리즈되었다. 다양한 버그 수정, 더 많은 데스크톱 배경 및 아이콘 등이 추가되었다. 빌드 5536의 경우 2006년 8월 21일 컴파일되고, 8월 24일, 8월 29일, 8월 31일에 걸쳐 릴리즈되었다. 많은 버그가 수정되고, 설치 속도 등의 큰 속도 향상이 있었다. 또한 3D 플립이 추가되었다.

### RC 1(빌드 5600.16384)
2006년 8월 29일 컴파일되고, 2006년 9월 1일에 릴리즈되었다. 그리고 9월 6일, MSDN(마이크로소프트 개발자 네트워크), 테크넷 구독자들에게 릴리즈되었다.

### Pre-RC2
빌드 5700, 5728이 있으며, 빌드 5700의 경우 2006년 8월 10일 컴파일되었으며, 몇 가지 UI가 개선되었다. 빌드 5728의 경우 2006년 9월 17일 컴파일되고, 기술적인 배타 테스터들에게 2006년 9월 22일에 출시되었다. 시작 센터가 개선되었다.

### RC 2(빌드 5744.16384)
2006년 10월 3일 컴파일되고, 2006년 10월 6일에 CPP 회원, 텝 테스터, MSDN/테크넷 구독자 및 다른 기술적인 베타 테스터들에게 릴리즈되었다. 그리고 10월 9일까지 다운로드를 사용할 수 있었다,

### Pre-RTM
빌드 5808, 5824, 5840이 있으며, 빌드 5808의 경우, 2006년 10월 12일 컴파일되고, 탭 테스터에게 2006년 10월 19일 릴리즈되었다.빌드 5824의 경우 2006년 10월 17일 컴파일되었다. 다만 윈도우 XP에서 업그레이드 시 시스템이 파괴되는 매우 치명적인 버그가 있었다. 빌드 5840의 경우 2006년 10월 18일 내부 테스터에게 제공되었다. 빌드 5824의 주요 버그들을 해결했다. 다만 소리가 이때부터 일반 비스타의 소리가 된 것이 아니라 로그온 소리를 비롯한 일부는 윈도우 XP의 소리를 사용했다.

### RTM/서비스 팩
2006년 11월 1일 컴파일되고, 볼륨 라이선스 고객에게 11월 30일에, 일반 고객에게는 2007년 1월 30일 출시되었다. 빌드는 6000.16386이다. 이후 2007년 9월 24일 서비스팩 1 베타가, 2007년 11월 12일 서비스팩 1 릴리즈 후보 미리보기가, 2007년 12월 4일에 서비스팩1 릴리즈 후보가, 2008년 1월 9일에 다시 고쳐진 서비스팩 1 릴리즈 후보가, 같은 달 24일에 릴리즈 후보 2가, 2008년 2월 4일에 서비스 팩 1 정식 버전이 릴리즈되었고, 서비스 팩 1 정식 버전의 전체 빌드는 6001.18000.longhorn_rtm.080118-1840이다. 이후 2008년 6월 24일에 Post-SP1(6001.18063)이 발매되고, 이후 2008년 10월에 서비스팩 2 Pre-Beta 버전(6002.16489.lh_sp2beta.080924-1740, 버전 105)이 출시되고,
서비스팩 2 베타(6002.16497.081017-1605,버전 113)이 2008년 12월 4일에 발표되고, 2009년 1월에 서비스팩 2 RC Escrow 버전(6002.16659.090114-1728,버전 275)가 발표되고, 다음 달에 서비스팩 2 RC 버전(6002.16670.090130-1715,버전 286)이 발표되고, 다음 달에 서비스팩 2 RTM Escrow 버전(6002.17506.090313-1730,버전 불명)이 발표되고, 같은 해 4월 28에 서비스팩 2 RTM 버전(6002.18005.090410-1830)이 발표되고,
5월 26일에 윈도우 업데이트를 통해 공식적으로 전해졌다.

윈도우 비스타 RTM (빌드 6000)의 스크린샷

## 같이 보기
- 윈도우 XP의 개발